# Waldorf Astoria Las Vegas
Het Waldorf Astoria Las Vegas (tot 2018 Mandarin Oriental) is een hotel aan de strip in Las Vegas, Verenigde Staten. Het management van het hotel is in handen van de Hilton Hotel Group.
Het 47 verdiepingen hoge hotel heeft 392 kamers, waarvan het overgrote deel door individuele eigenaren wordt verhuurd als zij zelf geen gebruik maken van de kamers. De check-inbalie bevindt zich op de 23e verdieping, verder bevindt zich daar ook de Tea Lounge en het restaurant van Pierre Gagniaire: Twist. Verder beschikt het hotel over een zwembad, fitnessruimte en beautysalon. Het hotel is door de American Automobile Association met vijf sterren beoordeeld.

## Geschiedenis

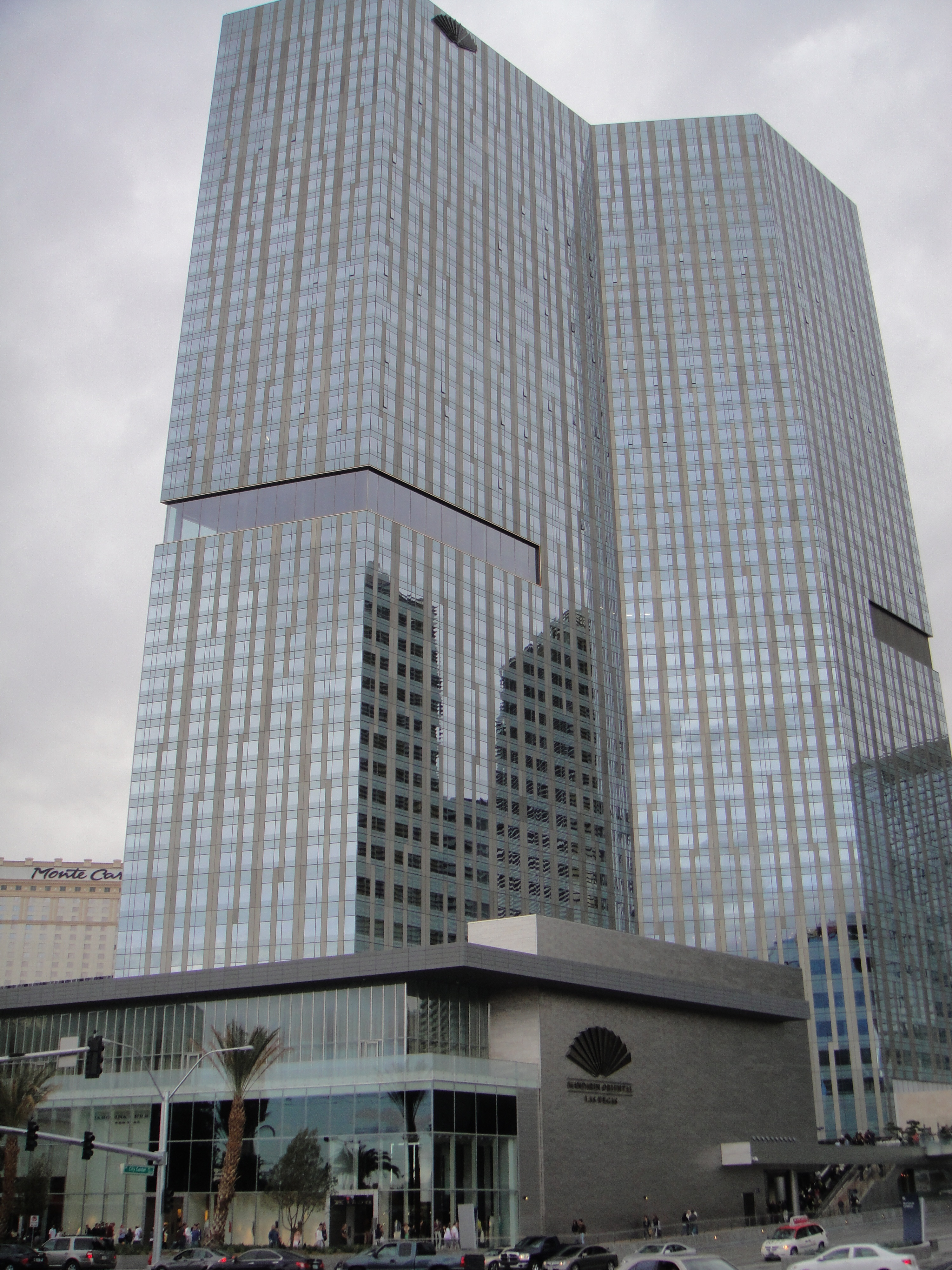
Het Waldorf Astoria met in het midden de lobby, op de 23e verdieping.

Nog voor de opening in december 2009 sleepte het Mandarin Oriental al een prijs in de wacht. Ze krijgen namelijk het LEED Gold certificaat in november 2009. Het hotel werd een maand later op 5 december 2009 geopend en in diezelfde maand opende ook het eerste restaurant, Twist van Pierre Gagniaire, zijn deuren in het hotel.
In november 2011 werd het Waldorf Astoria het eerste hotel dat een vijfsterrennotering van Forbes wist te bemachtigen. Het hotel zelf, de spa en Twist werden alle beoordeeld met vijf sterren.
In 2018 verkocht CityCenter het hotel voor 214 miljoen $ aan hotelinvesteerder Tiffany Lam en Panda Expres-oprichters Andrew en Peggy Cherng. In samenhang met de verkoop stopte de Mandarin Oriental Hotel Group het beheer van het hotel op 31 augustus 2018 en nam Hilton het beheer over en gaf het hotel de naam Waldorf Astoria.

## Ligging
Het Waldorf Astoria is samen met The Crystals het enige project van het CityCenter dat rechtstreeks aan Las Vegas Boulevard ligt. Aan de noordkant ligt The Crystals en aan de andere kant wordt het omringd door het Park MGM. Achter het hotel bevinden zich de andere delen van het CityCenter, waaronder het Aria. Aan de overkant van Las Vegas Boulevard bevindt zich Marriott's Grand Chateau.

## Ontwerp
Het ontwerp voor het 47 verdiepingen hoge Waldorf Astoria is afkomstig van Kohn Pedersen Fox Associates. Een bijzonder aspect aan het Mandarin Oriental is dat de check-inbalie niet op de begane grond zit, maar op de 23e verdieping. Verder is het, net zo als de meeste gebouwen van het CityCenter, vanaf de buitenkant strak en modern vorm gegeven en wordt de binnenkant gekenmerkt door de aanwezigheid van veel kunstwerken van onder anderen Maya Lin, Jenny Holzer, Claes Oldenburg en Frank Stella

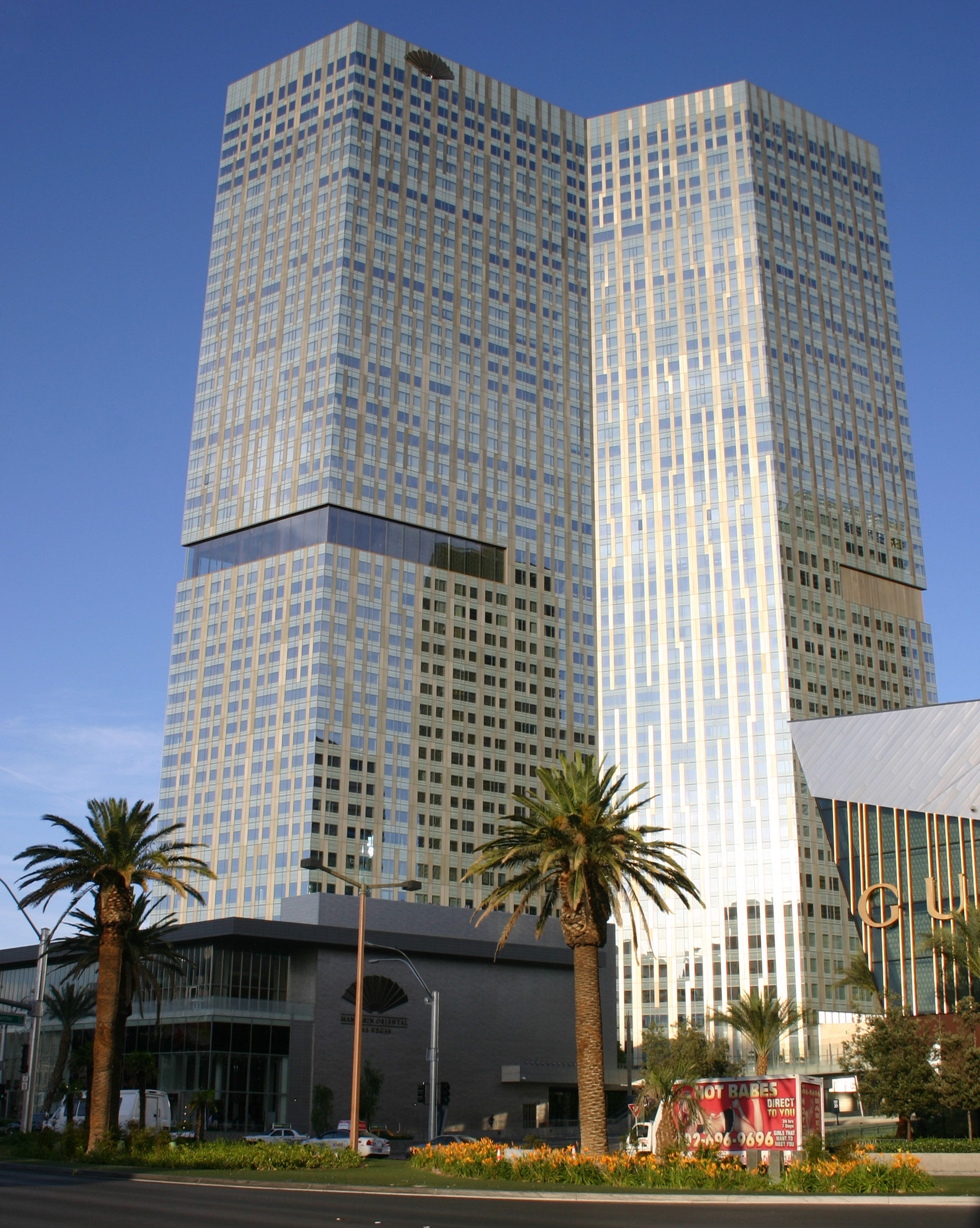
De oostkant van het Waldorf Astoria

## Faciliteiten

### Het hotel
Het hotel bestaat uit 392 kamers die zijn ontworpen door Adam Tihany. Een groot deel van deze kamers zijn op individuele basis verkocht en worden daarnaast verhuurd als de eigenaar geen gebruik maakt van de kamer. Daarnaast beschikt het hotel over 1.100 m² aan overige voorzieningen die beschikbaar zijn voor de bezoekers. Dit bevat onder andere een ballroom, een fitnessruimte, maar ook het zwembad en de spa.

### Spa & Zwembad
Het Waldorf Astoria beschikt over zijn eigen zwembaddek waar twee grote zwembaden liggen. Daarnaast liggen ook nog enkele kleinere zwembaden en jacuzzi's. Tevens zijn er ook hier privéruimtes bij het zwembad af te huren. Naast het zwembad bezit het Mandarin Oriental het meest uitgebreide Spa & Beauty centrum, met 17 behandelkamers, een stoomcabine, een sauna, een hamam en een laconicum.

### Restaurant
De gasten en bezoekers van het Waldorf Astoria hebben de keuze uit vijf verschillende restaurants. Zo heb je het driesterrenrestaurant van Pierre Gagniaire waar de Franse keuken wordt gekookt, maar zijn er ook andere opties als het Pool Cafe of MOZen Bistro. Daarnaast beschikt het hotel over een eigen bar en een eigen theehuis.